# Club Atlético Arteixo
El Club Atlético Arteixo es un club de fútbol español de la localidad de Arteijo, en la provincia de La Coruña, Galicia. Fue fundado en 1949 y disputa sus encuentros en el campo municipal Ponte dos Brozos.
Actualmente juega en el grupo I de la Tercera Federación, habiendo alcanzado su techo deportivo en la temporada 2004-05 en la que jugó en Segunda B tras eliminar al Real Oviedo y se enfrentó a históricos como la UD Las Palmas o el Rayo Vallecano.

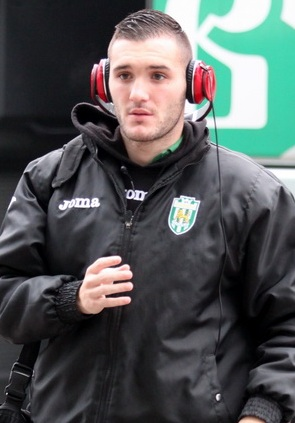
Lucas Pérez fue canterano del Atlético Arteixo.

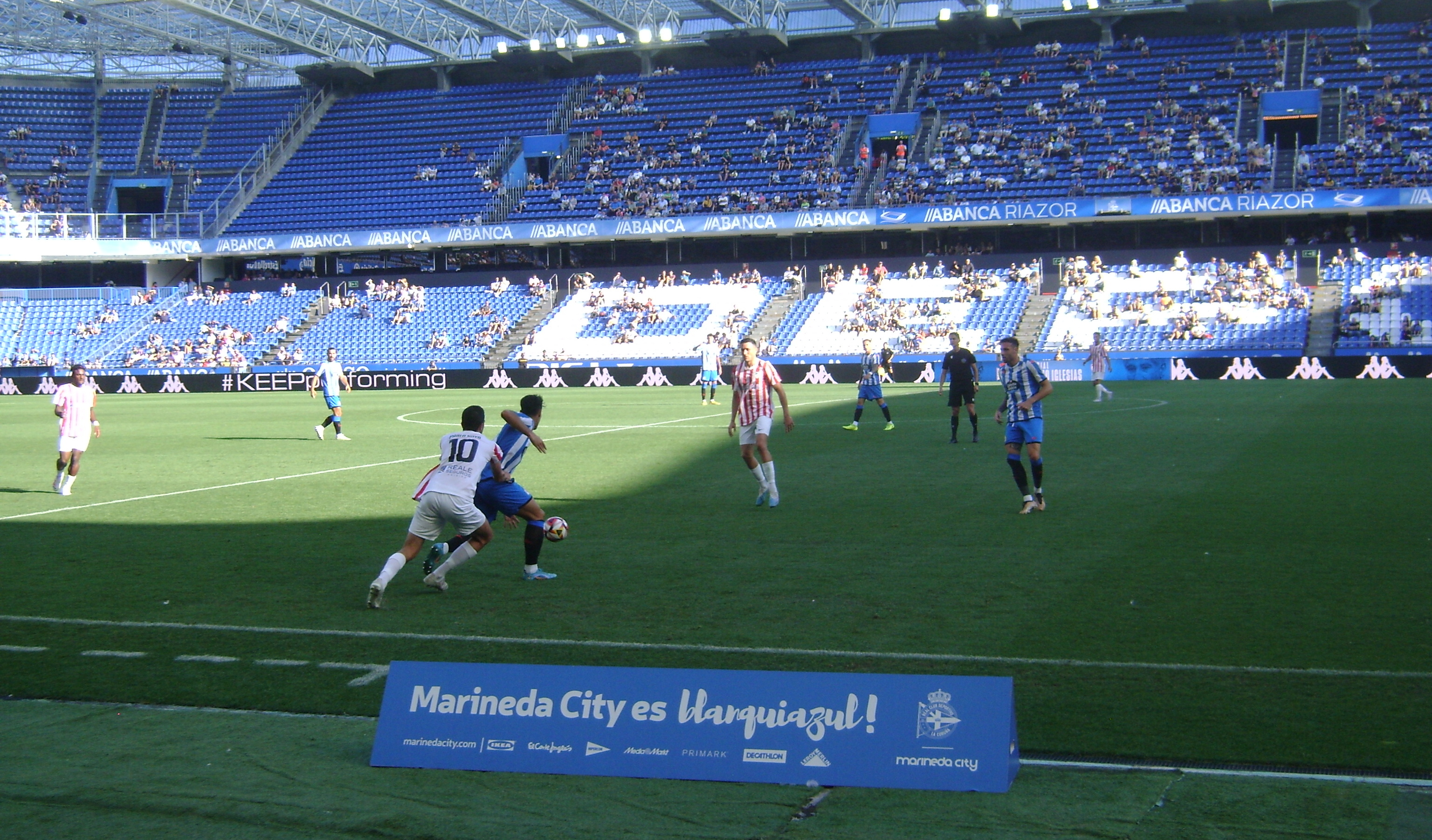
Partido amistoso disputado entre el Deportivo de La Coruña y el Atlético Arteixo.

## Datos del club
- Temporadas en 1.ª: 0
- Temporadas en 2.ª: 0
- Temporadas en 1.ª RFEF: 0
- Temporadas en 2.ª RFEF / 2.ª B: 1
- Temporadas en 3.ª RFEF / 3.ª: 5

### Historial en la liga
| Temporada | Nivel | Categoría  | Posición |
| --------- | ----- | ---------- | -------- |
| 1949-1987 |       | Regional   | —        |
| 1987/88   | 5     | Preferente | 10.º     |
| 1988/89   | 5     | Preferente | 5.º      |
| 1989/90   | 5     | Preferente | 13.º     |
| 1990/91   | 5     | Preferente | 12.º     |
| 1991/92   | 5     | Preferente | 7.º      |
| 1992/93   | 5     | Preferente | 9.º      |
| 1993/94   | 5     | Preferente | 4.º      |
| 1994/95   | 5     | Preferente | 6.º      |
| 1995/96   | 5     | Preferente | 3.º      |
| 1996/97   | 5     | Preferente | 3.º      |
| 1997/98   | 5     | Preferente | 1.º      |
| 1998/99   | 4     | 3.ª        | 17.º     |

| Temporada | Nivel | Categoría      | Posición |
| --------- | ----- | -------------- | -------- |
| 1999/00   | 5     | Preferente     | 6.º      |
| 2000/01   | 5     | Preferente     | 2.º      |
| 2001/02   | 4     | 3.ª            | 12.º     |
| 2002/03   | 4     | 3.ª            | 3.º      |
| 2003/04   | 4     | 3.ª            | 2.º      |
| 2004/05   | 3     | 2.ª B          | 20.º     |
| 2005/06   | 5     | Preferente     | 19.º     |
| 2006/07   | 6     | 1.ª Autonómica | 12.º     |
| 2007/08   | 6     | 1.ª Autonómica | 4.º      |
| 2008/09   | 6     | 1.ª Autonómica | 10.º     |
| 2009/10   | 6     | 1.ª Autonómica | 5.º      |
| 2010/11   | 6     | 1.ª Autonómica | 7.º      |

| Temporada | Nivel | Categoría      | Posición  |
| --------- | ----- | -------------- | --------- |
| 2011/12   | 6     | 1.ª Autonómica | 3.º       |
| 2012/13   | 6     | 1.ª Autonómica | 3.º       |
| 2013/14   | 6     | 1.ª Autonómica | 1.º       |
| 2014/15   | 5     | Preferente     | 5.º       |
| 2015/16   | 5     | Preferente     | 4.º       |
| 2016/17   | 5     | Preferente     | 11.º      |
| 2017/18   | 5     | Preferente     | 8.º       |
| 2018/19   | 5     | Preferente     | 9.º       |
| 2019/20   | 5     | Preferente     | 7.º       |
| 2020/21   | 5     | Preferente     | 6.º       |
| 2021/22   | 6     | Preferente     | 1.º / 1.º |
| 2022/23   | 5     | 3.ª RFEF       | 7.º       |